# Casa de Valois-Borgoña

Escudo de armas de la Casa de Valois-Borgoña (duques de Borgoña).

La casa de los Valois-Borgoña son una rama menor de la dinastía Valois. Los Valois, duques de Borgoña, empezaron cuando Juan II de Francia (también duque de Borgoña como Juan I) entregó el Ducado de Borgoña a su hijo menor, Felipe el Atrevido. Se distingue de la Casa de Borgoña de los Capetos, descendientes de Roberto II de Francia, aunque ambas casas pertenecieron a la dinastía de los Capetos.
El término "Valois, duques de Borgoña " se utiliza para referirse a la dinastía que comenzó después de que el rey Juan II de Francia concediera el ducado francés de Borgoña a su hijo menor, Felipe el Atrevido, en 1363.
Durante la Guerra de los Cien Años (1337-1453), los duques rivalizaron con sus primos reales franceses, uniendo un gran número de feudos franceses e imperiales bajo su gobierno. Sin embargo, sus planes de establecer un reino autónomo finalmente fracasaron cuando el último duque, Carlos el Temerario, desencadenó las Guerras de Borgoña de 1474 a 1477 y murió en la Batalla de Nancy en enero de 1477. La última gobernante de la dinastía fue su hija, María (r. 1477-1482). A su muerte en 1482, sus tierras fuera de Francia pasaron a su hijo mayor, Felipe el Hermoso, para convertirse en los Países Bajos de los Habsburgo; en el curso de la Guerra de Sucesión de Borgoña (1477-1482), el rey de Francia había reclamado el propio Ducado de Borgoña por cesión. La muerte de María marcó el final de la Casa de Valois-Borgoña.

## Historia

### Origen de la Casa
El antiguo reino franco de Borgoña se había dividido en una parte franca oriental y otra occidental por el Tratado de Verdún de 843. Mientras que la parte oriental evolucionó hasta convertirse en el reino de Borgoña-Arlés, que incluía el condado de Borgoña, incorporado al Sacro Imperio Romano Germánico en 1032, y el Ducado de Borgoña, establecido alrededor de 918 por Ricardo el Justiciero, se convirtió en un feudo de la casa real francesa de los Capetos bajo el rey Roberto II en 1002. Para satisfacer las demandas de autonomía de los nobles borgoñones, el rey Roberto instaló a su segundo hijo Enrique como duque de Borgoña alrededor de 1016, un título que pasó a su hermano menor Roberto I y a sus descendientes después de que Enrique sucediera a su padre como rey de Francia en 1031.
La Casa de los Capetos de Borgoña se extinguió cuando el duque Felipe I murió en 1361, antes de que pudiera consumar el matrimonio con Margarita de Dampierre, heredera del conde Luis II de Flandes. El ducado de Borgoña se unificó entonces con el dominio real francés bajo el rey Juan II de Valois. Poco después, sin embargo, el cuarto hijo de Juan, Felipe el Temerario, recibió el ducado de Borgoña como infantería de manos de su padre.

### Ascensión y expansión

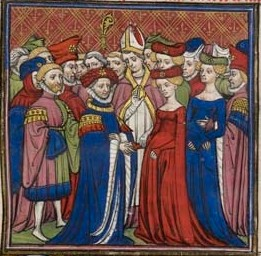
Matrimonio de Felipe II con Margarita de Dampierre

Felipe "el Temerario" gobernó como duque de Borgoña de 1363 a 1404. En 1369 se casó con la viuda Margarita de Dampierre, y cuando su suegro, el conde Luis II de Flandes, murió en 1384, le sucedió no sólo en los condados franceses de Flandes, Artois, Rethel y Nevers, sino también en el condado libre de Borgoña, convirtiéndose en vasallo directo del emperador del Sacro Imperio Romano Germánico. Al año siguiente organizó la doble boda de su hijo y heredero Juan el Temerario con Margarita de Wittelsbach, hija del duque Alberto de Baviera-Straubing y hermana del príncipe Guillermo II de Baviera, que se casó a su vez con la hija de Felipe, Margarita. Ya tras la muerte del rey Carlos V de Francia en 1380, Felipe, junto con el duque Luis I de Anjou y el duque Juan de Berry, habían actuado como regentes de su hijo menor, el rey Carlos VI. Como Carlos VI sufría un deterioro mental cada vez mayor, Felipe intentó extender su influencia por todo el reino francés, pero se topó con la feroz resistencia del hermano menor del rey, el duque Luis I de Orleans.
Criado en Flandes, el duque Juan el Temerario sucedió a su padre en 1404 y unificó la herencia de su madre Margarita de Dampierre con el ducado de Borgoña. Cediendo los condados franceses de Nevers y Rethel a sus hermanos menores Felipe II y Antonio, comenzó una hábil política de vaivén para crear un margen de acción libre mientras las tierras francesas eran devastadas por la Guerra de los Cien Años contra el Reino de Inglaterra. Al igual que su padre, se peleó con su primo de Valois, Luis I de Orleans, a quien había asesinado en 1407. Las tensiones restantes con los liensmen de Orleans llevaron a la Guerra civil Armañac-Borgoña, en la que el duque Juan se alió con el rey Enrique V de Inglaterra y en 1418 ocupó París , pero fue atraído a una emboscada y asesinado por el líder Armagnac Tanneguy du Chastel al año siguiente.

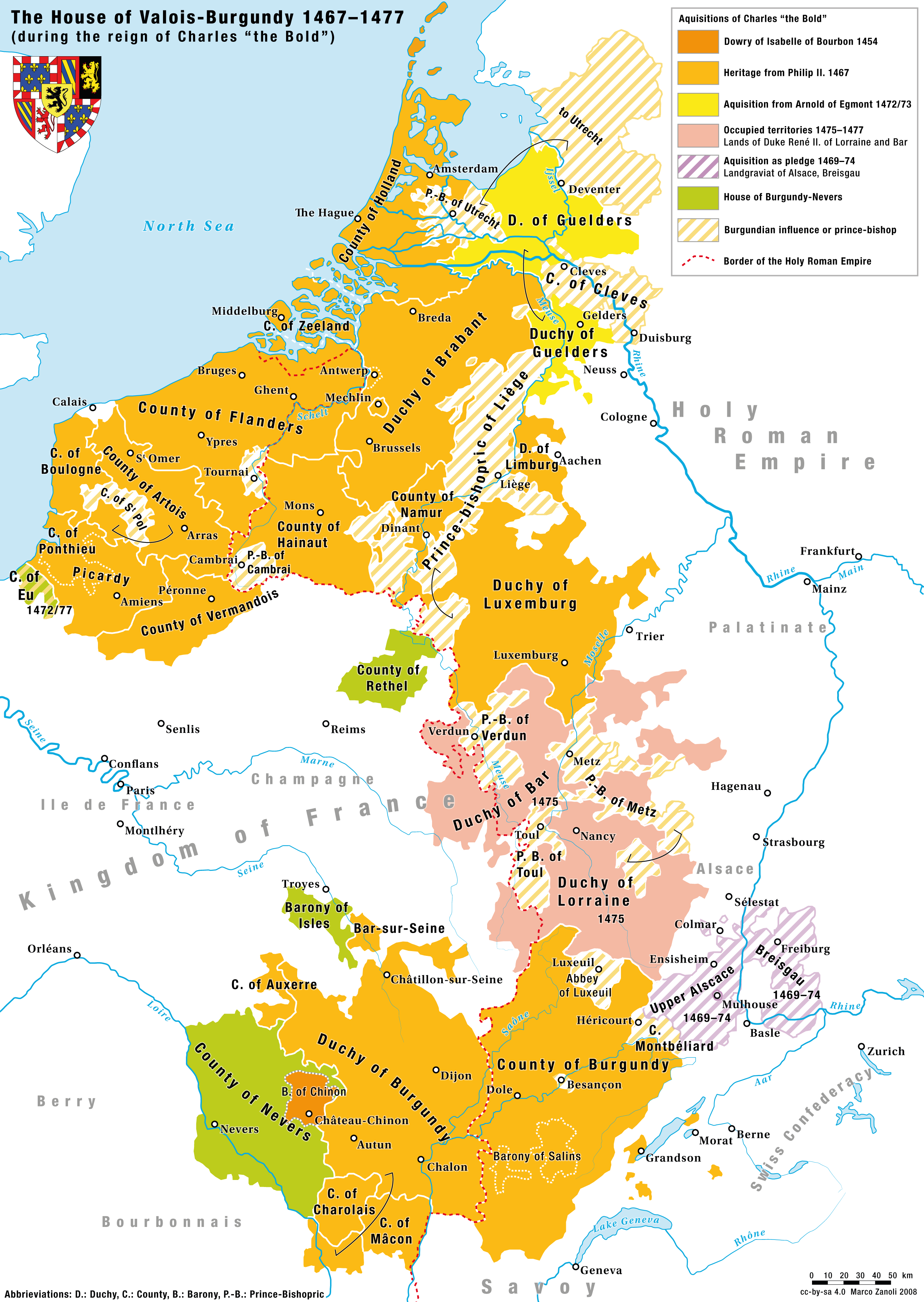
Posesiones de los Valois-Borgoña durante el siglo XIV

El hijo de Juan, Felipe el Bueno, duque de Borgoña desde 1419, renovó la alianza de su padre con el rey Enrique V de Inglaterra cuando firmó el Tratado de Troyes en 1420 contra el delfín francés Carlos VII. Primero se concentró en ampliar los territorios de Borgoña, adquiriendo la sucesión en el condado imperial de Namur en 1421 (con efecto a partir de 1429) y sucediendo a su primo, el duque Felipe de Saint-Pol, en los ducados imperiales de Brabante y Limburgo. También aseguró la herencia de Baviera-Straubing de su madre Margarita de Wittelsbach y su tío, el duque Juan III de Baviera-Straubing, cuando finalmente en 1433 la última heredera de Straubing, Jacqueline, le cedió los condados imperiales de Henao (Hennegau), Zelanda y Holanda, así como Frisia . En el Congreso de Arras de 1435, el duque Felipe reconoció el poder del rey Carlos VII de Francia y, a su vez, alcanzó la independencia formal de las tierras borgoñonas de la Corona francesa. En 1441, también compró el ducado de Luxemburgo a la última duquesa reinante, Isabel de Görlitz.

### Caída y fin
El duque de Valois-Borgoña, Carlos el Temerario, imagen ideal de un duque caballeroso, se agotó en conflictos armados. Con la adquisición de Güeldres, los Países Bajos borgoñones alcanzaron su máximo esplendor. Los planes de Carlos para lograr el ascenso de su dinastía alcanzaron su punto álgido en las negociaciones con el emperador Habsburgo Federico III del Sacro Imperio Romano Germánico sobre su elevación a "rey de Borgoña" y el matrimonio de su hija María con el hijo de Federico, el archiduque Maximiliano de Austria. Enfurecido por la renuencia del emperador, Carlos inició el fallido asedio de Neuss en 1474 y se vio involucrado en las guerras de Borgoña contra el ducado de Lorena y la Confederación Suiza. En consecuencia, María accedió a la corona de Borgoña cuando Carlos murió en la batalla de Nancy en 1477.

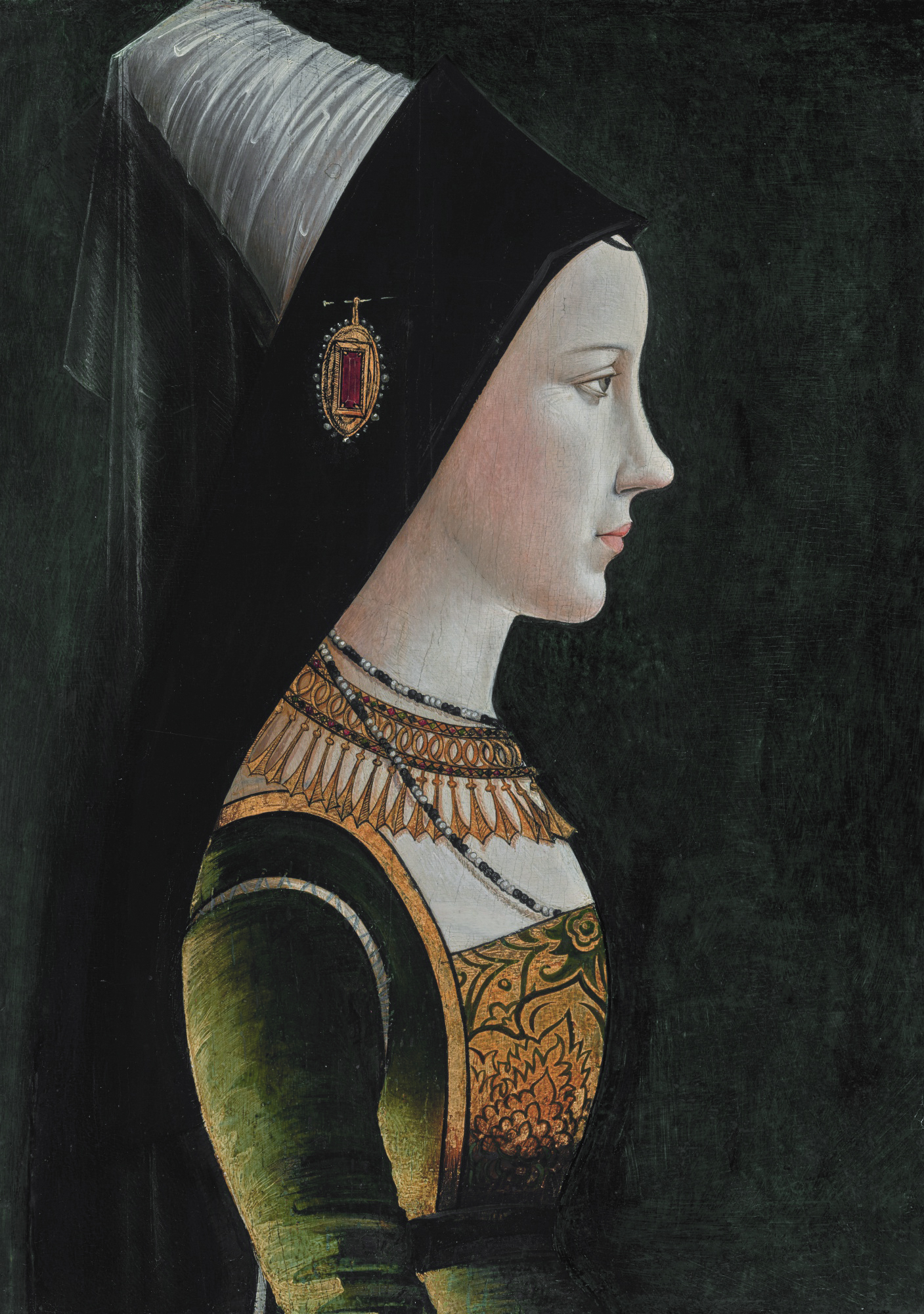
María de Borgoña, última duquesa de Borgoña, casada en 1577 con Maximiliano I de Habsburgo

La herencia borgoñona pasó finalmente al archiduque Maximiliano de la Casa los Habsburgo, que se casó con María de Borgoña siete meses después de la muerte de su padre y pudo defenderse de las reclamaciones planteadas por el rey Luis XI de Francia en la batalla de Guinegate de 1479. El rey francés sólo pudo apoderarse del ducado de Borgoña propiamente dicho, Artois y los antiguos feudos borgoñones de Picardía. Sin embargo, la Casa de Habsburgo ascendió abruptamente a una dinastía real de escala europea, al precio de la rivalidad entre Francia y los Habsburgo que se prolongó durante siglos.

## Soberanos de la Casa de Valois-Borgoña
- Felipe el Atrevido, duque de Borgoña como Felipe II (1363-1404)
- Juan Sin Miedo, duque de Borgoña como Juan II (1404-1419)
- Felipe el Bueno, duque de Borgoña como Felipe III (1419-1467)
- Carlos el Temerario, duque de Borgoña (1467-1477)
- María de Borgoña, o "María la Rica", duquesa de Borgoña (1477-1482)

## Escudo de armas

Felipe el Atrevido, como conde de Touraine
Felipe el Atrevido, como Duque de Borgoña
Juan "el Intrépido", duque de Borgoña
Felipe "el Bueno" y Carlos "el Temerario", como duques de Borgoña
Carlos "el Temerario", como conde de Charolais
Corneille y Antonio el Gran Bastardo

Antonio y Felipe, duques de Brabante
Felipe, como conde de Saint-Pol
Felipe, conde de Nevers